# Rhaphonotum tuberculosum
Rhaphonotum tuberculosum är en mångfotingart som beskrevs av Carl Graf Attems 1951. Rhaphonotum tuberculosum ingår i släktet Rhaphonotum och familjen Platydesmidae. Inga underarter finns listade i Catalogue of Life.